# Plaveč (district de Znojmo)
Pour les articles homonymes, voir Plaveč.
Plaveč (en allemand : Platsch) est une commune du district de Znojmo, dans la région de Moravie-du-Sud, en République tchèque. Sa population s'élevait à 459 habitants en 2020.

## Géographie
Plaveč est arrosée par la Jevišovka et se trouve à 9 km au nord de Znojmo, à 49 km au sud-ouest de Brno et à 175 km au sud-est de Prague.
La commune est limitée par Rudlice au nord, par Němčičky au nord-est, par Výrovice à l'est, par Tvořihráz et Únanov au sud, et par Hluboké Mašůvky à l'ouest.

## Histoire
La première mention écrite du village date de 1234.